# 廖秋忠
廖秋忠（1946年1月14日—1991年10月27日），台湾嘉义人，中国语言学家。
廖秋忠早年曾先后就读于东海大学、台湾师范大学。后赴美国留学，获加州大学伯克利分校语言学博士学位。留学期间他曾参加保钓运动。1978年毕业后廖秋忠来到中国大陆，任职于中国社会科学院语言所，成为社科院第一位语言学博士。1990年出任《国外语言学》杂志主编。他还是台湾民主自治同盟中央委员，中华全国台湾同胞联谊会副会长，台湾同学会会长，第六、七届全国政协委员。1991年因肝硬化在北京逝世。